# R U Still Down? (Remember Me)
R U Still Down? (Remember Me) är ett av 2Pacs postuma album, som släpptes den 25 november 1997.

## Låtlista

### Disk 1
| Nr | Titel                                  | Gäster              | Producent                 | Längd |
| -- | -------------------------------------- | ------------------- | ------------------------- | ----- |
| 1  | "Redemption (Intro)"                   |                     | We Got Kidz & Ricky Rouse | 1:48  |
| 2  | "Open Fire"                            |                     | Akshun                    | 2:52  |
| 3  | "R U Still Down? (Remember Me)"        |                     | Tony Pizarro              | 4:07  |
| 4  | "Hellrazor"                            | Stretch & Val Young | QDIII                     | 4:15  |
| 5  | "Thug Style"                           |                     | We Got Kidz               | 4:16  |
| 6  | "Where Do We Go From Here (Interlude)" |                     | 2Pac & Tony Pizarro       | 4:21  |
| 7  | "I Wonder If Heaven Got A Ghetto"      |                     | Karlin & SoulShock        | 4:21  |
| 8  | "Nothing To Lose"                      |                     | 2Pac & Live Squad         | 3:39  |
| 9  | "I'm Gettin' Money"                    |                     | Mike Mosley               | 3:32  |
| 10 | "Lie To Kick It"                       | Richie Rich         | Warren G                  | 3:39  |
| 11 | "Fuck All Y'all"                       |                     | We Got Kidz               | 4:32  |
| 12 | "Let Them Thangs Go"                   |                     | We Got Kidz               | 3:33  |
| 13 | "Definition Of A Thug Nigga"           |                     | 2Pac                      | 4:09  |

### Disk 2
| Nr | Titel                                               | Gäster                       | Producent          | Längd |
| -- | --------------------------------------------------- | ---------------------------- | ------------------ | ----- |
| 1  | "Ready 4 Whatever"                                  | Big Syke                     | Johnny "J"         | 4:05  |
| 2  | "When I Get Free"                                   |                              | We Got Kidz        | 4:46  |
| 3  | "Hold On Be Strong"                                 |                              | Choo               | 4:11  |
| 4  | "I'm Losin' It"                                     | Big Syke & Spice 1           | Tony Pizarro       | 3:55  |
| 5  | "Fake Ass Bitches"                                  |                              | Johnny "J"         | 3:10  |
| 6  | "Do For Love"                                       | Eric Williams of Blackstreet | Karlin & SoulShock | 4:42  |
| 7  | "Enemies With Me"                                   | Dramacydal                   | We Got Kidz        | 4:15  |
| 8  | "Nothin' But Love"                                  |                              | 2Pac & DJ Daryl    | 4:17  |
| 9  | "16 On Death Row"                                   |                              | 2Pac               | 5:42  |
| 10 | "I Wonder If Heaven Got A Ghetto (Hip-Hop Version)" |                              | Karlin & SoulShock | 4:40  |
| 11 | "When I Get Free II"                                |                              | Chris Rosser       | 3:22  |
| 12 | "Black Starry Night (Interlude)"                    |                              | DJ Daryl           | 0:48  |
| 13 | "Only Fear Of Death"                                |                              | Live Squad         | 5:09  |